# Sébastien-Roch Nicolas de Chamfort
Sébastien-Roch Nicolas, zw. de Chamfort (fr. [sebastiɛ̃ ʀɔʃ nikɔla], zw. [də ʃɑ̃fɔʀ]; ur. 6 kwietnia 1741 w Clermont-Ferrand w Owernii, zm. 13 kwietnia 1794 w Paryżu) – francuski literat, aforysta, wolnomularz, uważany przez współczesnych za następcę Woltera, członek Akademii Francuskiej.

## Życiorys
Był synem sklepikarza François Nicolasa i Thérèse Croiset. Uczył się w Paryżu, zarabiając na swoje utrzymanie udzielaniem korepetycji i pisaniem pamfletów do gazet. Sławę zdobył wydając w 1764 komedię La Jeune Indienne. Pisywał eseje i ody. W 1769 Akademia Francuska nagrodziła go za Elegię dla Moliera.
Od tego czasu żył utrzymywany przez bogatych mecenasów, którzy zapraszali go do swoich domów. Najsławniejszą mecenaską de Chamforta była Anne-Catherine de Ligniville, która gościła go w Sèvres. W 1770 pisarz wydał kolejną komedię Le Marchand de Smyrne. Ciężka choroba wpłynęła na jego decyzję udania się na kurację do Contrexéville. Dzięki ofiarowanej mu przez przyjaciela pensji mógł znowu usiąść przy biurku. Kolejnym ważnym dziełem tego francuskiego literata i wolnomyśliciela była Elegia dla La Fontaine’a nagrodzona w 1774 przez Akademię Marsylską. Rok później jego Mustapha et Zéangir wystawiono w Fontainebleau w obecności Ludwika XVI i Marii Antoniny. Otrzymał królewskie uposażenie i wybrano go sekretarzem kuzyna Ludwika XVI księcia Ludwika Burbona.
W 1781 r. został wybrany do Akademii Francuskiej (fotel 6). Zaraz potem został sekretarzem siostry króla Elżbiety Burbon.
Olbrzymi wpływ na życie de Chamforta wywarł wybuch Wielkiej Rewolucji Francuskiej w 1789. Poeta był jednym z pierwszych, którzy weszli do zdobytej w Paryżu Bastylii. Stał się ulicznym oratorem, poświęcając swą małą fortunę na rzecz propagandy rewolucyjnej. Do 3 sierpnia 1791 był oddanym sekretarzem klubu jakobinów. Pisał do Mercure de France, współpracował z Pierre-Louisem Ginguené i Talleyrandem. Spod jego ręki wyszedł m.in. Adresse au peuple français (Odezwa do narodu francuskiego) Talleyranda. Kres jego politycznej kariery nastąpił w dobie Marata i Robespierre’a. Był więziony i próbował popełnić samobójstwo. Zmarł w Paryżu 13 kwietnia 1794.
Był członkiem loży masońskiej Les Neuf Sœurs, która później wspierała rewolucję amerykańską.

## Dzieła de Chamforta
De Chamfort pisał komedie, teksty polityczne, poezje, listy i pisma krytyczne. Jego Maksymy i myśli zostały wydane pośmiertnie w 1803. Charaktery i anegdoty, docenione przez Milla, uważane są za jedne z lepszych zbiorów aforyzmów doby nowożytnej. Stawiane są na równi ze zbiorami myśli François de La Rochefoucauld.
Do najbardziej znanych dzieł pisarza zaliczane są powstałe w latach 1764–1776:
- Éloge de Molière
- Éloge de La Fontaine
- La Jeune Indienne
- Le Marchand de Smyrne
- Mustapha et Zéangir

Dzieła i życie de Chamforta opisał m.in. Julien Teppe w pracy Chamfort, sa vie, son œuvre, sa pensée, wyd. P. Clairac, 1950.

## Literatura
- Charaktery i anegdoty. Małe dialogi filozoficzne. Maksymy i myśli, Wydawnictwo Iskry 2010